# موريس ماكننيس
موريس ماكننيس (بالإنجليزية: Morris McInnes) هو شخصية أعمال أمريكي، ولد في 1939.